# Xoc en arc

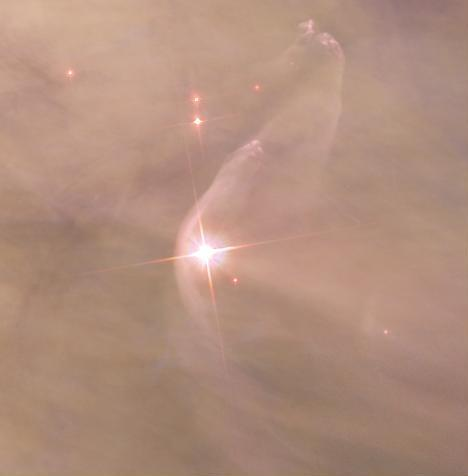
Imatges de xocs en arc a la nebulosa d'Orió

El xoc en arc (bow shock en anglès) és l'àrea entre la magnetosfera i un medi ambient. En les estrelles, és la frontera entre el mateix vent estel·lar i el medi interestel·lar. En una magnetosfera planetària, el xoc en arc és la frontera en què la velocitat del vent solar cau dràsticament a causa de la seva aproximació a la magnetopausa. L'exemple més ben estudiat de xoc en arc és el que succeeix quan el vent solar troba la magnetopausa terrestre; el xoc en arc succeeix en tots el planetes magnetitzats. El xoc en arc de la Terra té un gruix d'uns 100-1000 km i es troba a uns 90.000 km de la superfície de la Terra.

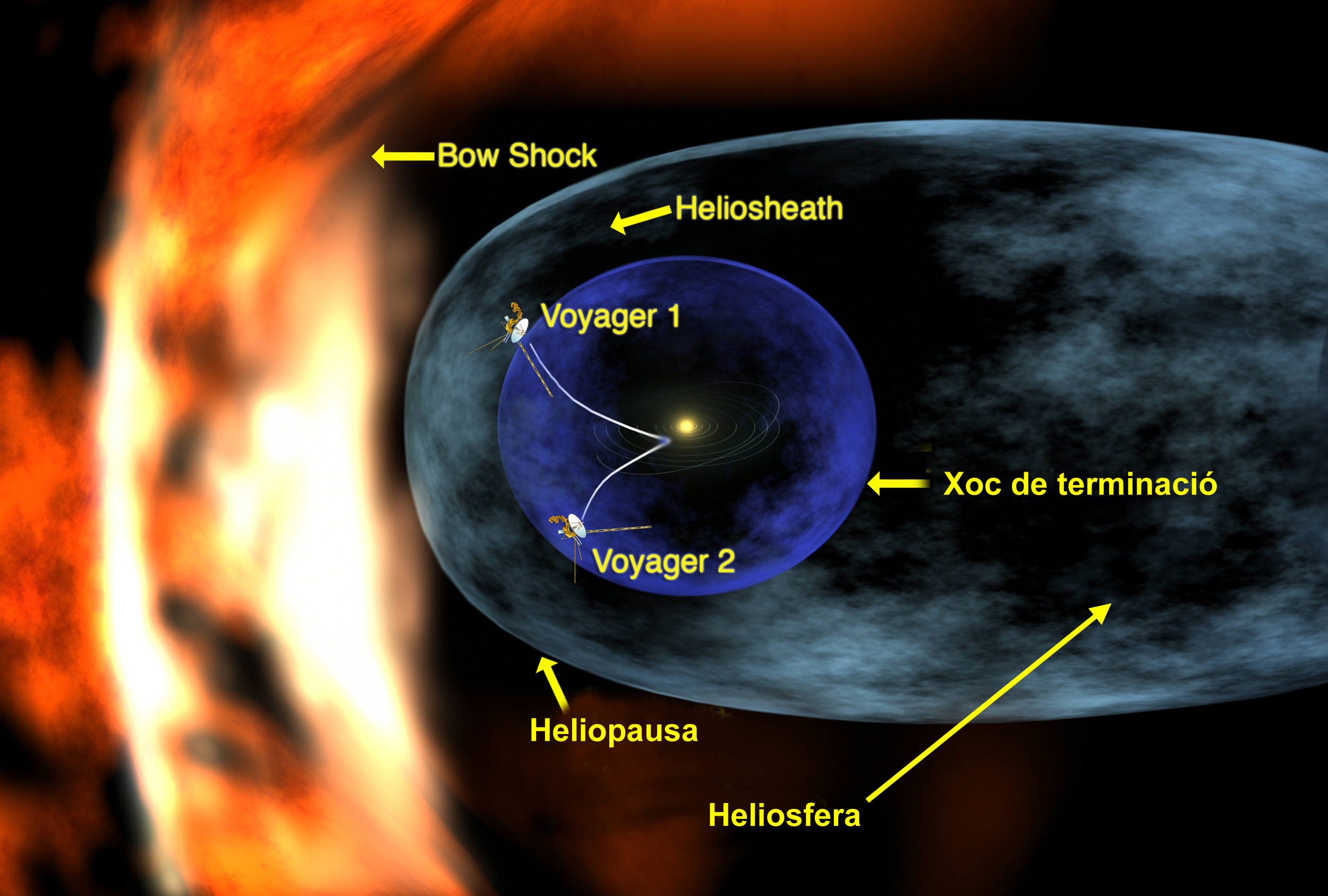
Regió de xoc en arc causada pel Sol

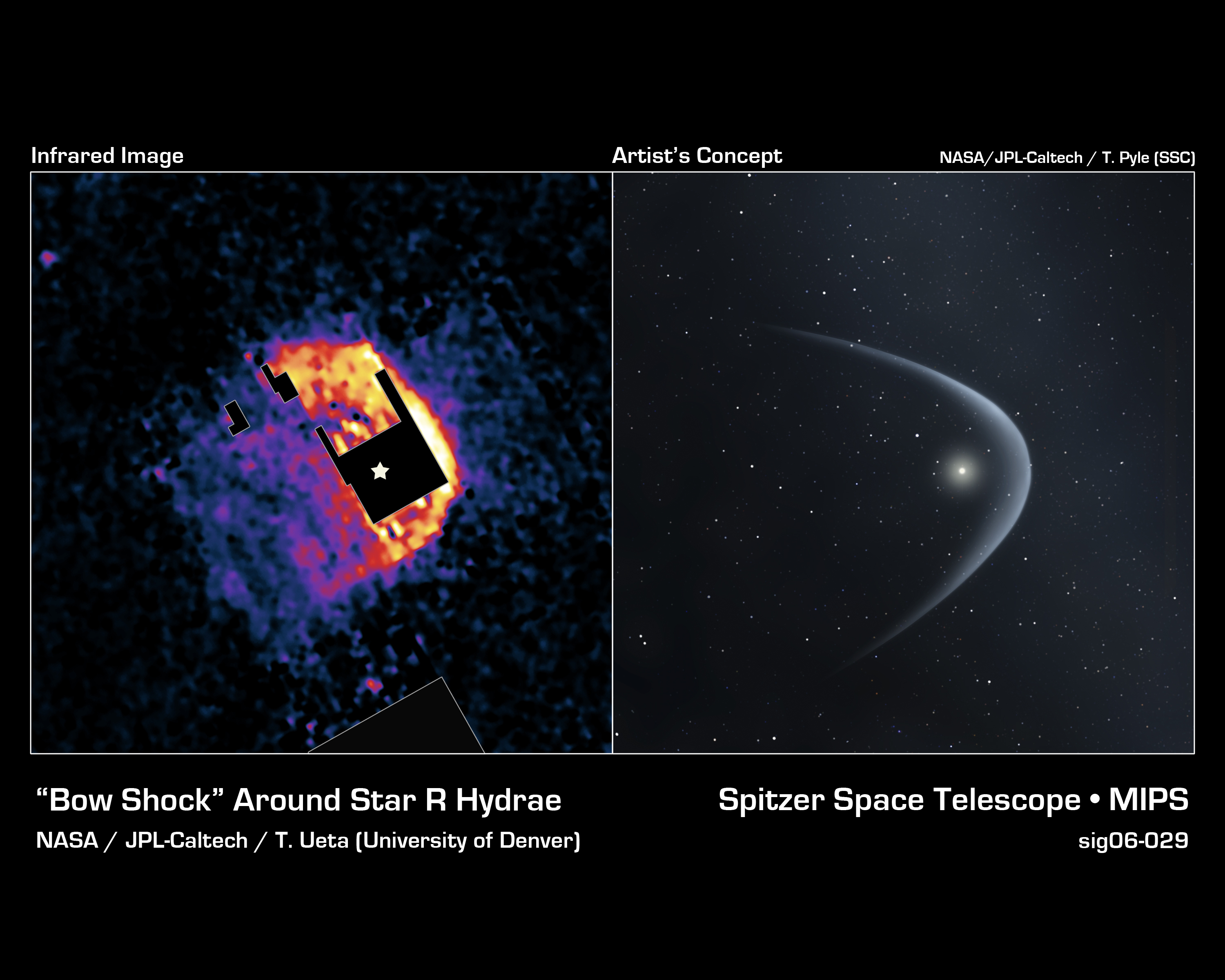
Xoc en arc al voltant de R Hya (esquerra imatge real obtinguda per la NASA, dreta recreació artística)

El criteri de definició és que la velocitat de propagació en el medi del fluid (en aquest cas, el vent solar) passa de "supersònica" a "subsònica", i la velocitat del so en el plasma es defineix com: 
{\displaystyle c_{s}^{2}=\gamma p/\rho }
en què csés la velocitat del so, {\displaystyle \gamma } és la relació de calor específica, p és la pressió, i {\displaystyle \rho } és la densitat del plasma.
Les partícules que componen el vent solar segueixen trajectòries espirals al llarg de les línies de camps magnètics. La velocitat de cada partícula en girar al voltant de la línia de camp es pot tractar de manera anàloga a una velocitat termal en un gas ordinari, i en un gas ordinari, la velocitat termal mitjana és aproximadament la velocitat del so. En el xoc en arc, la velocitat de propagació en el medi del vent (que és la component de la velocitat paral·lela a les línies de camp sobre les quals giren les partícules) cau per sota de la velocitat a què les partícules estan girant en tirabuixó.
Hi ha la hipòtesi que el Sol també té un xoc en arc quan viatja a través del medi interestel·lar, com es pot veure en la figura. Això succeiria si el medi interestel·lar es mogués de manera supersònica cap al Sol, ja que el vent solar es mou supersònicament en direcció contrària al Sol. El punt on el medi interestel·lar es converteix en subsònic és el xoc en arc; el punt on el vent solar es converteix en subsònic és el xoc de terminació. Segons Robert Nemiroff i Jerry Bonnell, de la NASA, el xoc en arc solar podria situar-se al voltant del Sol.
Els xocs en arc són fenòmens comuns en els objectes de Herbig Haro, en els quals un flux col·limat més fort de gas i pols de les estrelles interacciona amb el medi interestel·lar, produint xocs en arc brillants que són visibles a longituds d'ona òptiques.